# Arthur Currie

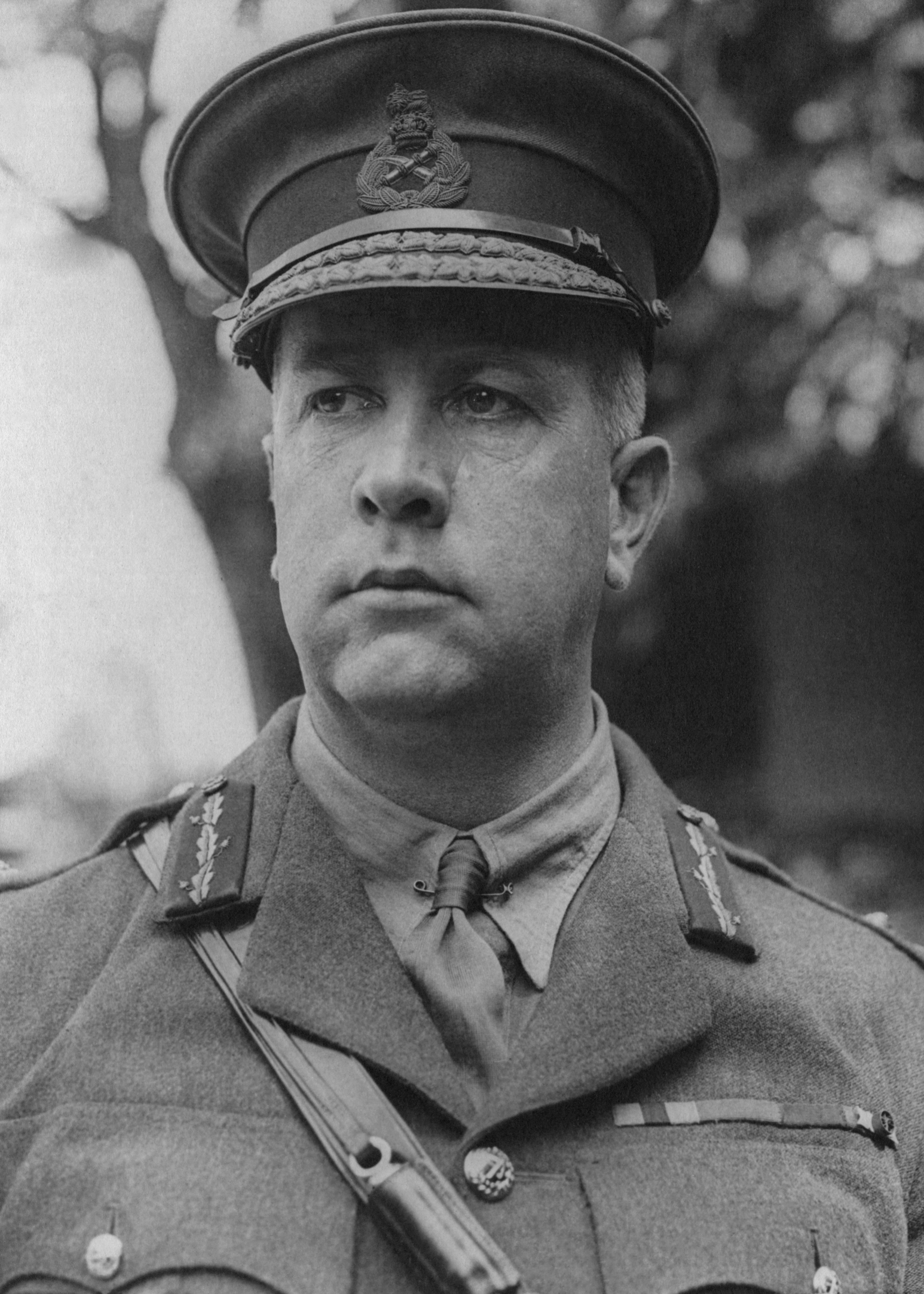
Arthur Currie.

Arthur Currie, född 5 december 1875, död 30 november 1933, var en kanadensisk general.
Currie deltog under första världskriget vid slaget vid Ypern år 1915 och förde befäl över en division vid slaget vid Somme år 1916. Han fick beröm för insatserna vid Vimyåsen år 1917, en viktig kanadensisk seger, vid vilken artilleri och infanteri samverkade. Han blev inför tredje slaget vid Ypern hösten 1917 befälhavare över hela den kanadensiska armékåren.
Genom noggranna planer undvek Currie onödiga dödsoffer och han ifrågasatte order uppifrån.